# Ratpenat cuallarg de São Tomé
El ratpenat cuallarg de São Tomé (Mops solomonis) és una espècie de ratpenat de la família dels molòssids endèmica de São Tomé i Príncipe, on viu a la sabana seca i humida i a les plantacions.